# Emanuel Hannak
Emanuel Franz Adam Hannak (ur. 30 maja 1841 w Cieszynie, zm. 27 lutego 1899 w Wiedniu) – pedagog i historyk, autor podręczników szkolnych.
Wychowywany przez dziadka w Cieszynie, w latach 1850-1859 był uczniem tamtejszego gimnazjum. Ukończył studia na Uniwersytecie Wiedeńskim w zakresie historii i języków starożytnych. W 1864 uzyskał stopień doktora filozofii. Od 1873 do 1883 był dyrektorem Okręgowego Seminarium Nauczycielskiego w Wiener Neustadt, od 1881 był dyrektorem Pedagogium w Wiedniu, wreszcie – kierownikiem pierwszego Żeńskiego Gimnazjum w Wiedniu.